# Herb gminy Długołęka
Herb gminy Długołęka – jeden z symboli gminy Długołęka.

## Wygląd i symbolika
Herb przedstawia tarczę ukształtowaną w formie podzielonej na trzy pola. Dolne pole jest złote, w rozpiętości tarczy szersze i przedstawia czarnego orła zwróconego w prawo, ze złotą półksiężycową przepaską przechodzącą przez pierś i skrzydła. Dwa górne pola są koloru błękitnego, pierwsze przedstawia srebrne godło napieczętne Długołęki – wychodzące z traw trzy kwiaty w pąkach, drugie, srebrne godło napieczętne Szczodrego – wyrastające z wysepki trawy wysokie drzewo z koroną w trzy strefy, na mocnym konarze